# Влашка народна странка
Влашка народна странка (рум. Partia Neamului Rumânesc; скраћено ВНС) је политичка странка у Србији која представља влашку мањину у Тимочкој Крајини. Вођа странке је Предраг Балашевић.

## Историја
Влашка народна странка је основана 2004. године. Настала је са циљем очувања влашке културе и идентитета у Србији. Странка је на парламентарним изборима 2020. учествовала у коалицији са Либерално-демократском партијом и другим странкама етничких мањина. Сада сарађује са коалицијом Уједињена Србија на локалном нивоу.